# 정 (단위)
정(町)은 동아시아의 도량형인 척근법에서 쓰는 단위이다. 정보(町步)라고도 한다.

## 단위 환산
일본제국 및 대한제국에서 제정한 도량형에 따라 미터법으로 환산할 수 있다.
길이 1정은 60간(間)이며, 미터법으로는 3600/33 미터로서 약 109.09 미터 또는 10909.1 센티미터이다.
땅의 넓이 1정은 10단(段), 곧 3000평이다. 미터법으로는 1,200,000/121 제곱미터(약 9917.36 m2)이다.

## 용례
길이와 넓이를 셀 때 “몇 단 몇 자”와 같은 식으로 센다. 